# Jan Kasprowicz
Jan Kasprowicz (ur. 12 grudnia 1860 w Szymborzu, zm. 1 sierpnia 1926 w Zakopanem) – polski poeta, dramaturg, krytyk literacki i tłumacz. Przedstawiciel Młodej Polski, związany z kilkoma głównymi nurtami ówczesnej liryki, przede wszystkim z naturalizmem, symbolizmem oraz ekspresjonizmem. Prekursor nowoczesnego wiersza wolnego, katastrofizmu oraz szeregu tendencji prymitywistycznych we współczesnej sztuce. Uważany za jednego z najwybitniejszych poetów w dziejach literatury polskiej, stawianego na równi z Adamem Mickiewiczem, czy nawet nobilitowanego do roli wieszcza.
Ceniona zwłaszcza za oryginalność stylu i twórczą niezależność poezja Kasprowicza powstawała jako owoc bolesnych doświadczeń życiowych związanych z biedą, samotnością, rozpadem więzi rodzinnych i próbami nawiązania dialogu z Bogiem. Stąd też stopniowe przemiany postaw estetycznych tej – początkowo bluźnierczej, później zaś rozpaczliwej – twórczości, której finalnym etapem była franciszkańska apoteoza bliskości z naturą, prostoty i pogody życia pośród przeciwności. Kasprowicz był przy tym, zdaniem Adama Ważyka, „jedyną naturą religijną wśród ówczesnych poetów”; każde doświadczenie egzystencjalne swojej burzliwej biografii odnosił bowiem do refleksji głęboko zakorzenionych w Piśmie Świętym oraz tradycji chrześcijańskiej. Inni badacze zwracają z kolei uwagę na ewolucję postrzegania miłości u Kasprowicza: od niszczycielskiego erosa po caritas, która „pocałunkami darzy wrogą ziemię”.
Ważne miejsce w jego poezji zajmował zachwyt nad przyrodą rodzinnych Kujaw oraz odbywane w latach późniejszych wędrówki po Tatrach. Część wierszy powstała pod wpływem fascynacji kulturą Dalekiego Wschodu oraz mitologią grecką.

## Życie i twórczość
Twórczość Jana Kasprowicza podlegała licznym przemianom estetycznym i światopoglądowym, prowadzącym przez niemal wszystkie ważniejsze nurty poezji Młodej Polski. Było to konsekwencją nie tyle fascynacji literackich autora, co raczej jego dojrzewania do duchowej harmonii pośród bolesnych doświadczeń, którym stawiał czoło w życiu osobistym i rodzinnym. Liryka Kasprowicza nierozerwalnie sprzęgnięta była zatem z jego własną biografią, a jej różnorodność wątków i tematów stanowiła odbicie bezpośrednich doświadczeń życiowych autora. Kasprowicz był przy tym osobowością głęboko religijną; jego osobiste przeżycia zawsze znajdowały bowiem poetyckie przełożenie w rozmyślaniach nad sensem Ewangelii. Stale pojawiającymi się motywami są: Droga krzyżowa, Golgota czy Paruzja pociągnięte do interpretacji egzystencjalnej i ogólnoludzkiej.
W każdej ze swoich stylistycznych odsłon, od najwcześniejszych prób pisarskich aż do ostatnich dzieł, Kasprowicz zachował właściwą sobie indywidualność stylu, nie porównywalną ze stylem żadnego innego twórcy tego okresu. „Był zawsze na wskroś oryginalny i, rzec by można, nigdy niczyim nie był naśladowcą. Miał swoją własną planetę i koło niej krążył”. „Lubimy zwykle rzeczy podobne do czegoś, co znamy (...) Dla mnie jest to właśnie zaletą Kasprowicza, że jest niepodobny do nikogo innego” – pisał, z okazji śmierci poety, Antoni Lange.
Prekursor katastrofizmu, a także nowoczesnego wiersza wolnego.

### Dzieciństwo i młodość

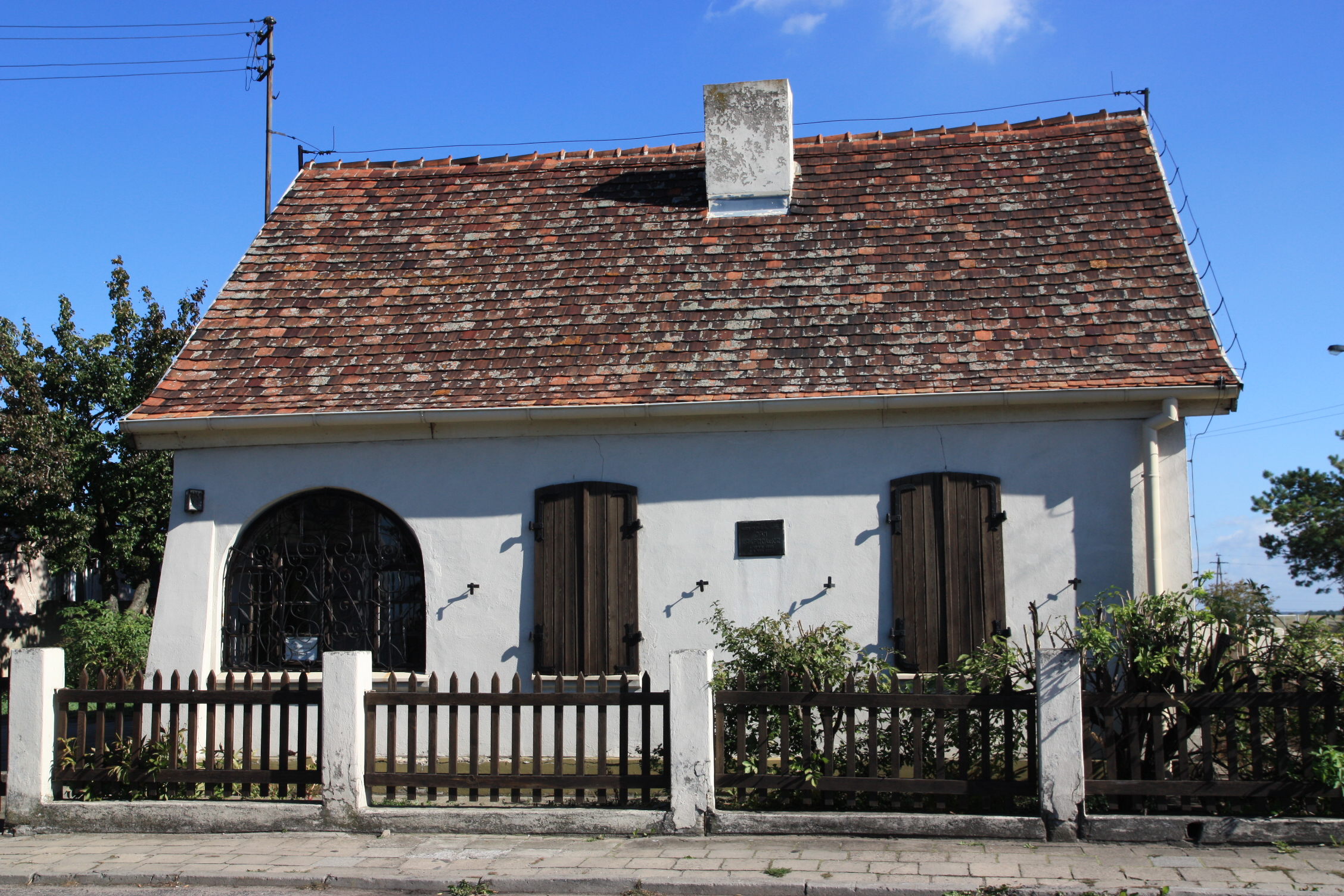
Dom rodzinny w Szymborzu

Syn Józefy z Kloftów i Piotra z Inowrocławia, jeden z czternaściorga rodzeństwa. Urodził się w Szymborzu pod Inowrocławiem (obecnie dzielnica Inowrocławia). Legenda głosi, iż – podobnie jak Adam Mickiewicz – kilkuletni chłopiec doznał cudownego uleczenia ze śmiertelnej choroby, a wszystko to dzięki głębokiej religijności jego matki oraz łasce świętej płynącej z obrazu świętego Walentego. Z dzieciństwem Kasprowicza związane są również inne pogłoski. Podobno kiedy kilkuletni Jan po raz pierwszy usłyszał dźwięk kościelnych organów, pozostał odtąd pod tak wielkim ich urokiem, że zdarzenie to zaważyło nie tylko na jego przyszłej twórczości poetyckiej, ale również na wrażliwości i sposobie postrzegania świata. Inne źródła mówią o szczególnym doznaniu podczas wsłuchiwania się w grę wiejskiej piszczałki nad stawem, która zawładnęła sercem przyszłego poety. W późniejszych Hymnach wróci jeszcze ten pełen mistycyzmu obraz.
Uczęszczał do miejscowej szkoły w Szymborzu. Z tamtego okresu pochodzi jeden z jego pierwszych utworów pt. „Bądź Polką”. Wiersz zadedykowany był Pelagii, przyjaciółce Janka, córce jego nauczyciela Andrzeja Dybalskiego.
Od 1870 uczył się w pruskich gimnazjach w Inowrocławiu, gdzie należał do Towarzystwa Tomasza Zana, w Poznaniu, Opolu, Raciborzu, a w 1884 uzyskał maturę w Gimnazjum św. Marii Magdaleny w Poznaniu. Studiował filozofię i literaturoznawstwo na niemieckich uniwersytetach w Lipsku i we Wrocławiu. Najwcześniejszy wiersz o znanej dacie powstania został napisany w 1877 roku („Do Gopła”, data w rękopisie: 9–10 maja 1877).

Podczas studiów uprawiał publicystykę i poezję, współpracując z różnymi polskimi czasopismami. Debiut literacki Kasprowicza przypadł na rok 1889 (tomik „Poezje”).

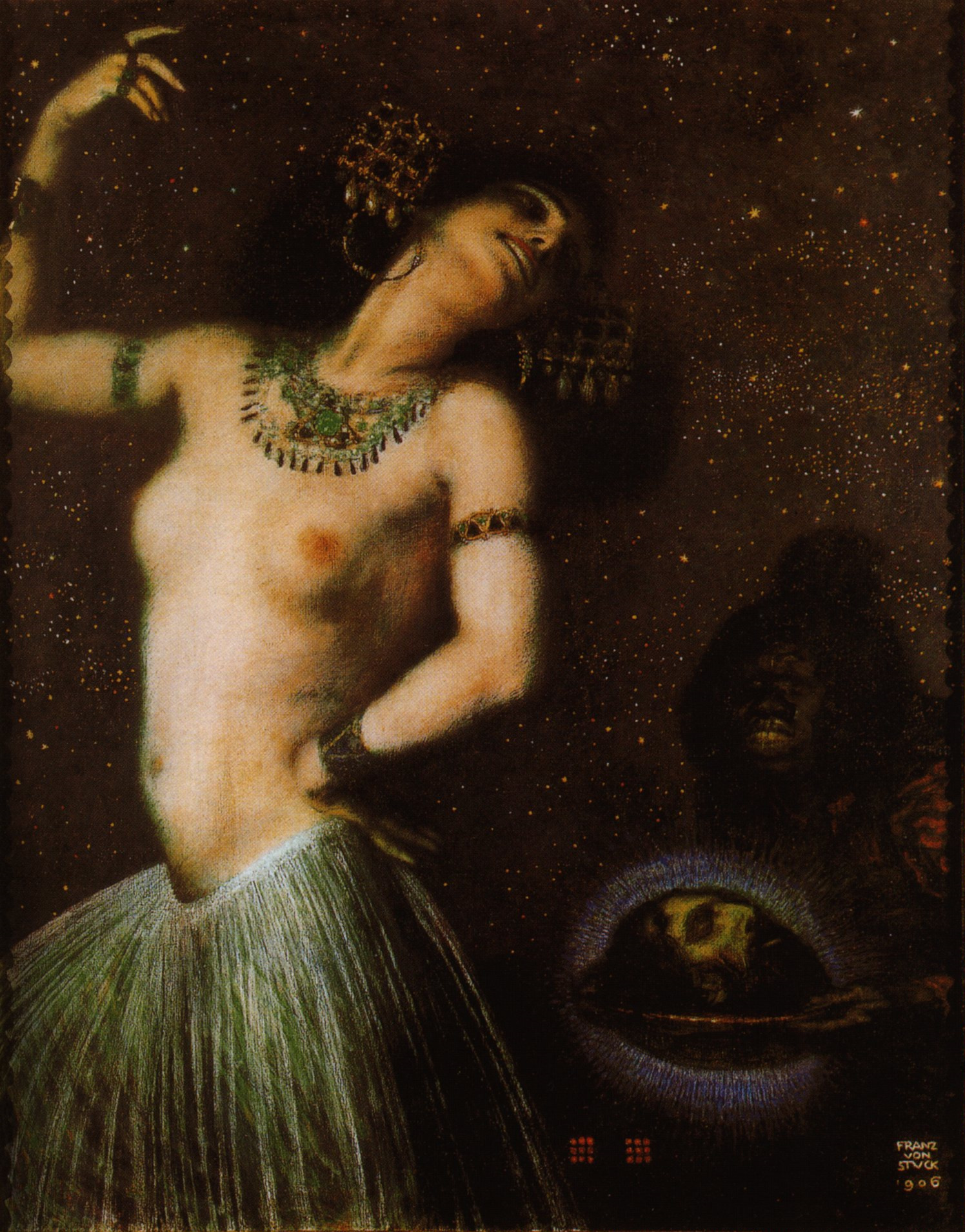
Salome na obrazie Franza von Stucka. „Salome kłęby włosów rozwiawszy miedziane, niby wieków pożaru krwawiące się łuny, w złocistej harfy uderzyła struny i śpiewa...” (Kasprowicz)

Początkowo poeta uderzał w ton „społecznikowski”: bliski ideałom pozytywizmu, choć już wówczas wprowadzający pewne novum do poetyki typu Marii Konopnickiej, które polegało na widzianym od wewnątrz ubogim, prymitywnym i pozbawionym złudzeń realizmie w opisie polskiej wsi. Inne było tu również ecce homo chłopa – mniej pospolite czy dosłowne, bardziej symboliczne – bliskie byronowskiemu Manfredowi. Sonety Z chałupy zdradzają przy tym pewną tendencję: ponad obrazem wiejskiego życia unosi się ambicja wielkich społecznych reform. „Wszyscy my – pisał Antoni Lange – przechodziliśmy w młodości ten okres wiary w nadzwyczajną łatwość przemiany stosunków ludzkich na ziemi; przemiany, która się odbędzie z dziś na jutro. Pierwszy tom poezji Kasprowicza jest przepełniony tą wiarą”. Dotyczy to nie tylko wierszy „chłopskich”, ale również szeregu krótkich poematów na temat Wiosny i Jesieni świata, przywołujących takie nazwiska historyczne jak Giordano Bruno czy Gajusz Cestiusz. Socjalistyczne ideały młodego Kasprowicza nie zamykały się przy tym jedynie w obrębie literatury, ale rozciągały się również na romantyczny czyn i postawę, o czym świadczą procesy i kara więzienia poety. „Namiętność reformowania świata” podsycała w autorze Chrystusa lektura jego pierwszego mentora – Percy’ego Bysshe Shelleya (napisał m.in. wiersz Naśladowanie z Shelleya).
W tym czasie Kasprowicz zajął się również krytyką literacką. Bronił przy tym poetyckiej oryginalności. Wraz z Langem napisał choćby życzliwą recenzję ostro wówczas krytykowanego pierwszego tomu Poezyj Wacława Rolicz-Liedera.

### Życie we Lwowie

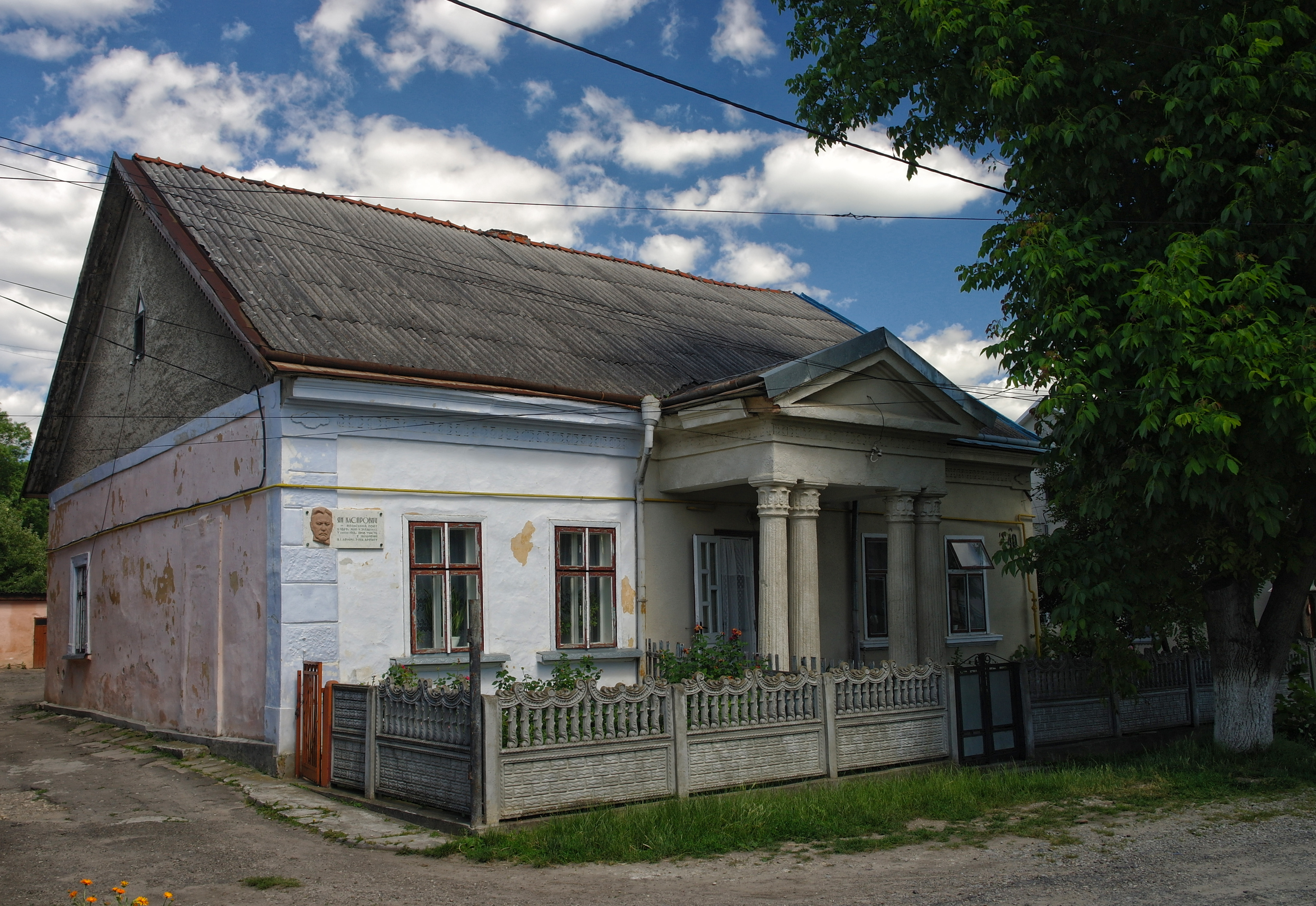
Dworek Kasprowicza w Zaleszczykach na Podolu

W 1886 ożenił się ze starszą od siebie Teodozją Szymańską, jednak po kilku miesiącach małżeństwo rozpadło się. Za działalność w kółkach socjalistycznych był dwukrotnie aresztowany przez pruską policję i osadzony na pół roku w więzieniu. Po zwolnieniu, w wieku 28 lat przeniósł się do Lwowa, gdzie spędził kolejne 35 lat życia. Zajmował się wówczas dziennikarstwem oraz publicystyką społeczną, krytycznoliteracką i teatralną, pracując przez dwa lata w redakcji dziennika Kurier Polski i przez kolejne cztery (1902-1906) w redakcji dziennika Słowo Polskie.
W tym czasie Kasprowicz przeniknął do lwowskiej bohemy artystycznej. Stał się „lwem salonowym”: bywał częstym gościem knajp i winiarni Lwowa, szczególnie zaś upodobał sobie sławny skład win i winiarnię Stadtmuellera w Rynku pod numerem 34. Młody poeta po raz pierwszy zetknął się wówczas z zachodnią modernité poétique, nową poetyką rodzącego się w Polsce modernizmu, na rzecz której zerwał swoje dotychczasowe związki z poetyką pozytywizmu. Wizerunek Kasprowicza z tego okresu – dość mocno naśladujący dekadentów i nonkonformistów w stylu Oskara Wilde’a – nijak miał się do jego chłopskiego pochodzenia i twardej osobowości. „Stoi przed nami zwracający na siebie uwagę dandys, elegancik, fircyk, bikiniarz z fin de siècle’u, chłopiec zdolny może i sympatyczny, ale nadmiernie kultywujący wszystko, co się jakoś wiąże z elegancją”.

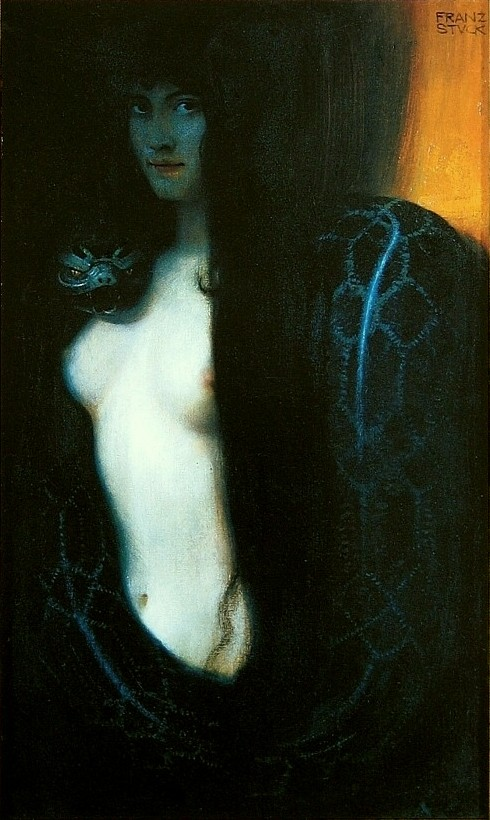
Grzech, personifikacja grzechu z wężem na obrazie Franza von Stucka. „Wężowe jego kręgi opasują biodra rozlubieżnionej Boleści, a ona, wyprężywszy swe rozpustne ciało, nienasyconym oddycha pragnieniem” (Kasprowicz)

Pod wpływem coraz bliższego kontaktu z najnowszymi prądami w sztuce i literaturze, diametralnie zmienił się również światopogląd Kasprowicza. Wcześniejsze wezwanie do społecznego aktywizmu zupełnie już zanikło (ostatnie echa zainteresowań społecznych poety odezwały się już tylko w zbiorze Anima lachrymans i poemacie Bunt Napierskiego). W jego miejsce zaczęło pojawiać się przeświadczenie o konieczności cierpienia oraz pewnej fatalności ludzkiego losu. Zło świata zaczęło nabierać wymiaru metafizycznego, a nie – jak dotąd – jedynie społeczno-obyczajowego. Choć Kasprowicza do końca nie przestały interesować losy mieszkańców wsi, porzucił naturalistycznie dosłowne podejście na rzecz religijnych dywagacji wokół istoty Boga.
Każdy następny tom poezji Kasprowicza coraz to dobitniej podkreślał skłócenie człowieka między biegunami dobra i zła, niewinności i grzechu. Dróg ocalenia szukał wówczas poeta w miłości, która również ukazywała mu się w pełnych skrajności przeciwieństwach: amore desperato, czyli miłość zmysłowa, żarliwa, lecz równocześnie grzeszna i przepastna oraz amor vincens – miłość czysta, święta i niosąca zbawienie. Wagnerowski poemat Miłość (1895) jest zatem podzielony na dwie części: rozpaczliwą i weselną, analogicznie do podziału na Piekło i Niebo. „Kolejno tu płyną jęki najwyższej rozpaczy, szaleństwo dzikie i skalanie grzechu, upadek zniechęcenia i niemocy i nagłe odrodzenie ducha i serca – i nowy powrót ku bóstwu i nowe objawienie prawd natury – i błysk oczu zbawicielki czarownej i pełnej dobroci – i triumfalny hymn radości – i porywy ku szczytom gór najwyższych, ku niebiosom, ku nieskończoności bezbrzeżnej (...) Śmierć i żądza samobójstwa; wreszcie oczekiwanie Łaski Bożej; przez te wszystkie stany przechodzi bohater...”. Poemat kończy wizja Odrodzenia-Zjednoczenia w duchu bliskim hinduistycznemu panteizmowi.
Warstwie tematycznej Miłości ściśle odpowiada warstwa formalna. Wiersz regularny, za sprawą rozwoju fabuły w kierunku Objawienia bohatera, stopniowo rozluźnia więzy klasycznej składni i przeradza się w wiersz wolny. Rozmachowi poetyckiej wizji, która kreuje obrazy ludzkiej duszy rozszerzającej się aż po bezmiar natury, towarzyszy zapis dynamiczno-żywiołowy, spontaniczny i nieco chaotyczny, przypominający pełną „szarpaniny” oraz „ostrości” muzykę nowoczesną. Taką konstrukcję poetycką (czy też przeciwnie – rozerwanie wszelkich więzów kompozycyjnych) uzupełnia zawołanie poety: „Rozpłyńmy się jak kropla w tej płynącej fali!”
Członek korespondent Towarzystwa Muzeum Narodowego Polskiego w Rapperswilu od 1896 roku.

### Okres kryzysu. Odejście Jadwigi Kasprowiczowej
Rok 1898 przyniósł kolejny zbiór poezji Kasprowicza – Krzak dzikiej róży – tym razem zmierzający w stronę symbolizmu. Po raz pierwszy pojawia się u tego twórcy tematyka tatrzańska, utrzymana w tonie impresjonistycznym oraz gawędowym. Obrazem poetyckim rządzi natura jako symbol kondycji człowieka, odmalowana w barwach jasnych i czystych, jednoznacznie kojarzących się z płótnami mistrzów impresjonizmu. Podobnie jak w przypadku wcześniejszej Miłości, tak też w tym tomie obecne są ślady fascynacji autora religią Dalekiego Wschodu, wywiedzionej zwłaszcza z lektury hymnów Rygwedy. Ostro widać tu również wpływy apoteozy indywidualizmu Friedricha Nietzschego, która pomogła poecie wyrwać się spod pęt społeczeństwa i pogardzić wielkomiejskim Molochem. W dalszym ciągu wiodącym tematem pozostało Cierpienie, tym razem wzbogacone o aspekt etyczny w sensie chrześcijańskim. Pomiędzy Złem a Dobrem postawił Kasprowicz Golgotę, jako symbol zwycięstwa okupionego bólem. Dzięki niej góruje życie, a śmierć staje się ułudą; istnieje bowiem to, co wieczne, zaś spełniony na duszy wyrok jest tylko drogą – bądź co bądź, konieczną do odrodzenia. Do dziś Krzak dzikiej róży uznawany jest za jedno z najdoskonalszych osiągnięć literatury polskiego modernizmu, czyniąc z Kasprowicza czołowego przedstawiciela literackiego symbolizmu.
Następne lata upłynęły poecie pod znakiem wielkiego kryzysu osobistego i światopoglądowego, tudzież rozczarowania dotychczasową wiarą w Boga. Współcześni krytycy literaccy uznają ten, najbardziej bolesny okres życia Kasprowicza, za kluczowy moment w jego biografii.

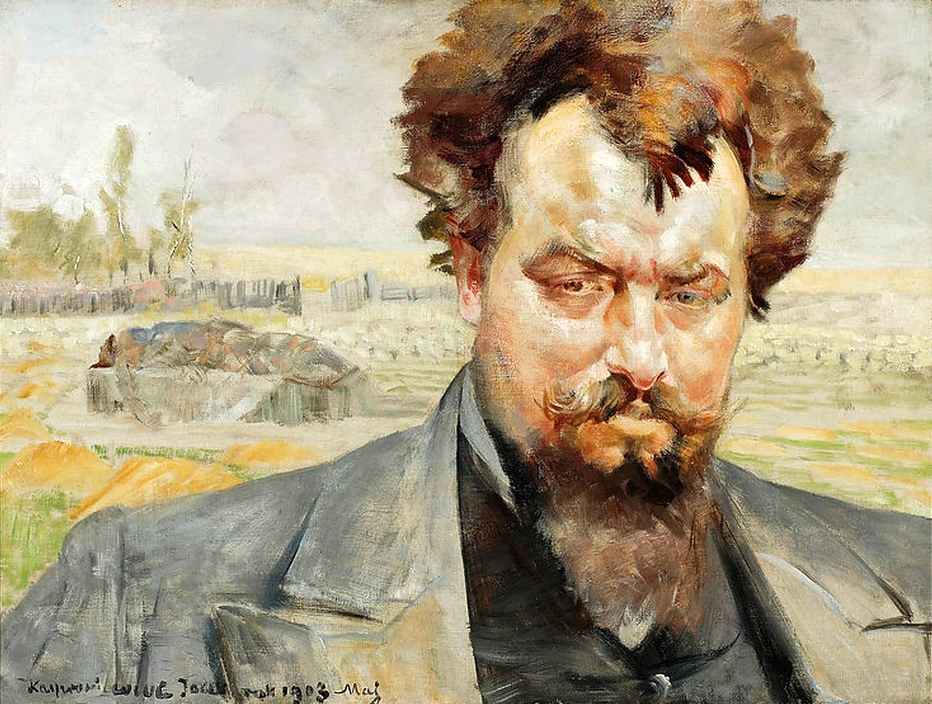
Jacek Malczewski, Portret Jana Kasprowicza, 1903

W 1899 autor sonetów Z chałupy przeżył dramatyczne odejście swojej drugiej żony – Jadwigi z Gąsowskich, poślubionej w 1893 – z przygarniętym do mieszkania Stanisławem Przybyszewskim. Jadwiga pozostawiła przy tym Kasprowiczowi dwie córki: Annę i Janinę. Pomimo że zdarzenie to było z pewnością najcięższym doświadczeniem w życiu poety, sam Kasprowicz niewiele mówił na ten temat. Jednocześnie załamaniu uległy wszystkie jego dotychczasowe ideały; przeświadczenie o zbawiennej sile miłości, sensie cierpienia oraz dobroci Boga. Rozpacz poety z całą jaskrawością wyrażona została w dwóch tomach hymnów: Ginącemu światu (1901) i Salve Regina (1902), które – jak sam autor przyznaje – „wadzą się z Bogiem”. Ówczesna poezja Kasprowicza, przepełniona krzykiem i cierpieniem, określana bywa jako bluźniercza, „bogoburcza” oraz katastroficzna. Jednocześnie jest ona bardzo erudycyjna i hermetyczna, czytelna jedynie dla „niewielu szczęśliwych”, inkrustowana licznymi kryptocytatami i biblijnymi parafrazami.
Wcześniej poeta pałał nadzieją na „zreformowanie świata”, zbawienie klas pokrzywdzonych społecznie. Teraz – wręcz przeciwnie; pojawiają się nie tylko akcenty zwątpienia, ale wręcz zuchwałe bluźnierstwa nakazujące adorację Grzechu, a nawet mizantropia zrodzona z odrazy do „dzieci Adama” czy mizoginiczne aluzje do „pramatki Grzechu, jasnowłosej Ewy, z gadziną zdrady u swych białych stóp”. Znamienne jest tu gnostyckie przekonanie poety, jakoby Ewę łączyć miał z rajskim wężem stosunek cielesny. Kobiecymi bohaterkami hymnów Kasprowicza zostały wielkie biblijne grzesznice, takie jak Herodiada czy Salome. Kasprowicz przestał wierzyć wówczas w boskie wstawiennictwo obiecane przez Ewangelię. Dostrzegł samotność człowieka i okrucieństwo nieczułego, milczącego Boga. Miłość i pokój stały się „ogniem trawiącym”, „zabójczą tęsknicą” i „ślepym przerażeniem”. W Hymnach światem rządzi Szatan, któremu autor składa cześć i dziękczynienie, jako temu, który – w przeciwieństwie do Jahwe – zawsze był blisko człowieka.

W umarłych bytów milczeniu głębokiem

słychać jedynie Amen, moje straszne Amen.

O Boże miłosierny, zmiłuj się nad nami!

Kyrie elejson!

Przede mną przepaść, zrodzona przez winę,

przez grzech Twój, Boże!... Ginę! ginę! ginę!

Amen.

Hymny w dość śmiały sposób obnażają również takie obszary ludzkiej psychiki jak skłonność do dewiacji i okrucieństwa, dokonywanego zwłaszcza na tle seksualnym. Jeden z wierszy, zatytułowany po prostu Salome, przedstawia pełen erotyzmu weselny monolog głównej bohaterki (pewne jego fragmenty są wręcz bluźnierczą parafrazą Pieśni nad Pieśniami) skierowany do ściętej głowy Jana Chrzciciela.
W 1904 Kasprowicz doktoryzował się na Uniwersytecie Lwowskim na podstawie rozprawy Liryka Teofila Lenartowicza, gdzie w 1909 objął katedrę literatury porównawczej, specjalnie dla niego utworzoną (wnioskowaną już od końca 1907).
- W 1908 otrzymał nagrodę Fundacji Franciszka Kochmana[31].

### Małżeństwo z Marią Bunin

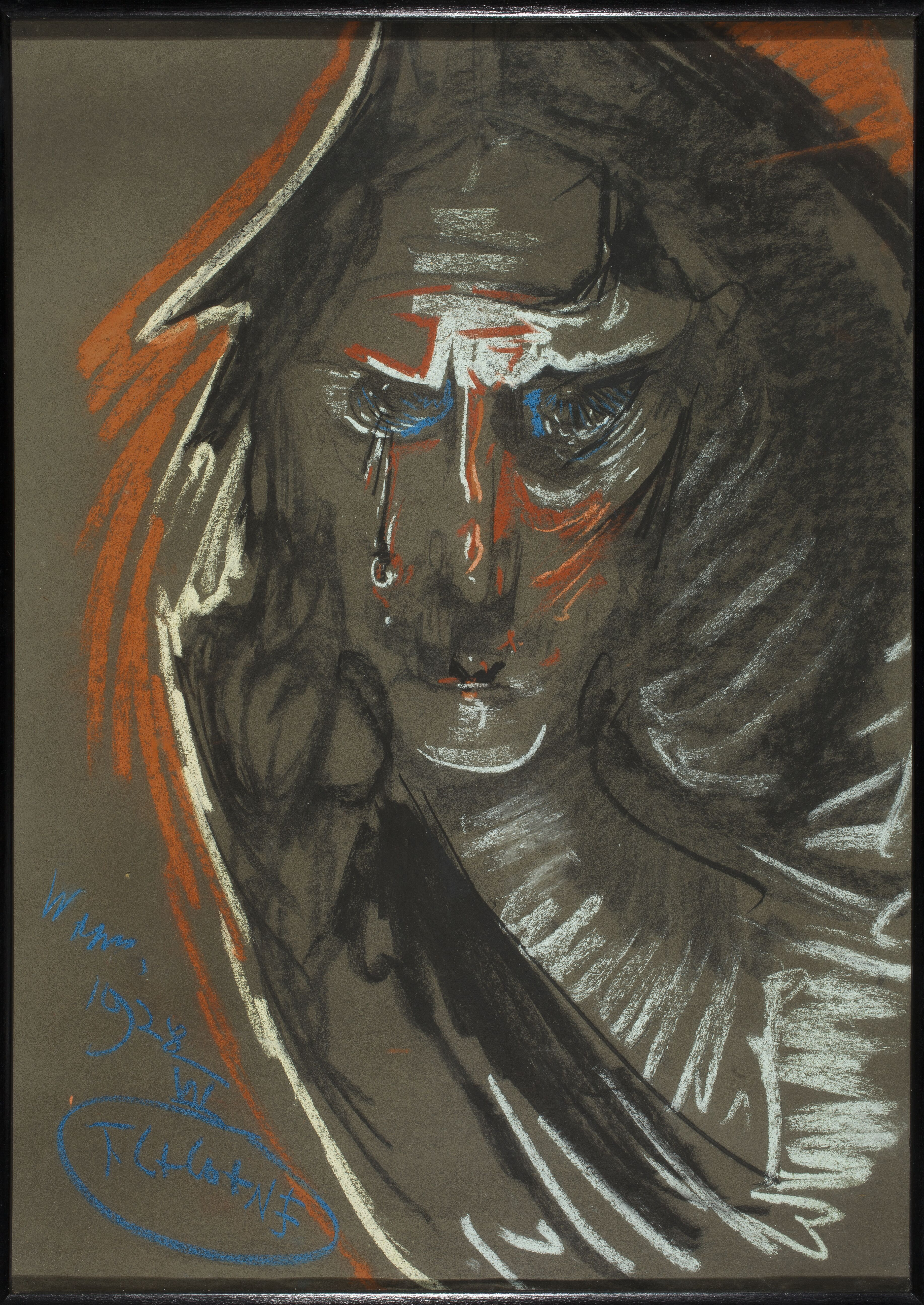
Portret Marii Kasprowiczowej autorstwa Witkacego, 1928

W 1911 Kasprowicz ożenił się ponownie ze znacznie młodszą, poznaną we Włoszech, 19-letnią córką carskiego generała – Marią Bunin, pieszczotliwie nazywaną Marusią. „Znacznie od niego młodsza, niezbyt ładna, ale wdzięczna, bardzo dziewczęca, wrażliwa, nie pozbawiona talentów literackich (...), opromieniła swą młodością schyłek jego życia”. Istotnie, trwające aż do śmierci małżeństwo Jana Kasprowicza z Marią Bunin, na nowo rozpaliło w domu poety ognisko domowe. Jej literacki wizerunek utrwalił Kasprowicz w trzech wierszach oraz kilku innych fragmentach Księgi ubogich:

Umiłowanie ty moje!

Kształty nieomal dziecięce!

Skroń dotąd nie pomarszczona,

Białe, wąziutkie ręce! (...)

Lubię, gdy siedząc przy stole,

Sięgasz po kromkę chleba

I dzieląc ją, dajesz mi cząstkę,

Czy trzeba mi, czy nie trzeba.

Lubię, gdy gubiąc się w dali,

Gdzie Wierch się rozsiadł Lodowy,

Czoło, przyćmione zadumą,

Do mojej tulisz głowy.

Wiersze Kasprowicza z tego okresu skrajnie różnią się od niegdysiejszych Hymnów; przepełnia je nastrój spokoju, harmonii i ciepła życia rodzinnego.
W 1912 był przewodniczącym Komitetu „Daru Chełmskiego” we Lwowie

### Ostatnie lata życia w Zakopanem i śmierć

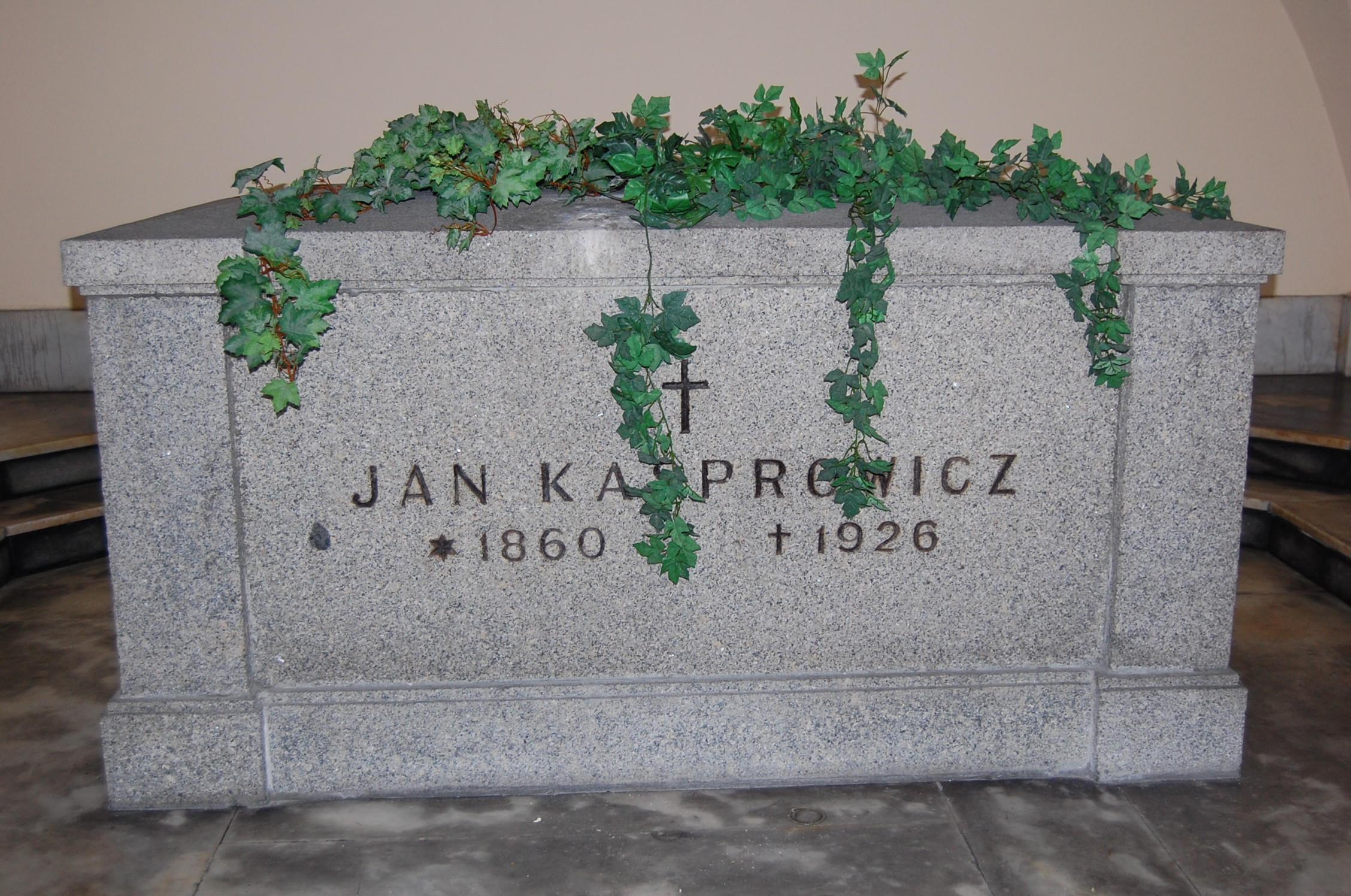
Sarkofag Kasprowicza w Zakopanem

W roku akademickim 1921/1922 Kasprowicz był rektorem Uniwersytetu Jana Kazimierza we Lwowie. 29 grudnia 1921 otrzymał Krzyż Komandorski Orderu Odrodzenia Polski „za twórczość w dziedzinie poezji polskiej”. W styczniu 1924 został wybrany przewodniczącym Ligi Polsko-Jugosłowiańskiej. W 1926 otrzymał Nagrodę im. Jerzmanowskich.
W ostatnim dwudziestoleciu życia coraz silniej wiązał się z Tatrami. Do swojej twórczości włączał wątki czerpane od góralskich gawędziarzy, między innymi potomka znanego harnasia Marduły Krwawego, u którego przez pewien czas wynajmował pokój w Zakopanem. W 1923 zamieszkał w willi „Harenda”, położonej między Poroninem a Zakopanem. Z tego okresu jego życia pochodzi między innymi wiersz „Przewodnicy”, napisany po bohaterskiej śmierci Jana Gąsienicy Daniela. Zmarł w „Harendzie” 1 sierpnia 1926. W 1933 przeniesiono trumnę ze szczątkami Kasprowicza ze starego cmentarza w Zakopanem do mauzoleum obok willi.

## Recepcja twórczości
Uważa się, iż spory wpływ na jego – skądinąd intelektualną i dość hermetyczną – twórczość mieli tacy poeci jak Percy Bysshe Shelley czy Arthur Rimbaud. Porównuje się go również do Aloysiusa Bertranda. Witold Gombrowicz w swoim Dzienniku scharakteryzował Kasprowicza w następujący sposób: „Chleb razowy, gołębia dusza, szczerozłoty piewca… Ale także: chłop-zdrajca, kmieć fałszywy, nienaturalna natura, robiona prostota. Kasprowicz, odszedłszy od chłopa i przemieniwszy się w inteligenta, chciał jednak pozostać chłopem – jako inteligent”

## Twórczość
- Z chałupy (1887)
- Z więzienia
- Poezje (1889)
- Chrystus (1890)
- Z chłopskiego zagonu (1891)
- Świat się kończy (1891)
- Anima lachrymans i inne nowe poezje (1894)
- Miłość (1895)
- Krzak dzikiej róży w Ciemnych Smreczynach[45] (1898)
- Ginącemu światu (1901)
- Salve Regina[46] (1902)
- Ballada o słoneczniku (1908)
- Chwile (1911)
- Księga ubogich[47] (1916)
- Hymny[48] (1921)
- O bohaterskim koniu i walącym się domu (1906)
- Sita[49]
- Dies irae[50]
- Cisza wieczorna
- Przy wigilijnym stole

### Przekłady
Jako samouk opanował klasyczną łacinę i grekę oraz język francuski i angielski. Tłumaczenia literatury:
- greckiej (Ajschylos, Eurypides),
- angielskiej (Szekspir[51], Marlowe, Byron (Wędrówki Childe Harolda, 1895), Shelley (Epipsychidion, 1888), Keats, Tagore, Swinburne, Coleridge (Pieśń o starym żeglarzu), Wilde i in.); antologia Poeci angielscy (1907); Faust Christophera Marlowe’a, Księżniczka Kasia Williama Butlera Yeatsa, Tiriel i Piękna Eleanor Williama Blake'a,
- niemieckiej (Goethe, Schiller),
- francuskiej (Vauvenargues, Bertrand, Rimbaud, Maeterlinck),
- włoskiej (D’Annunzio),
- norweskiej (Ibsen),
- holenderskiej (Heijermans).

## Działalność polityczna
W młodości należał do organizacji filomackich. Od 1888 we Lwowie pracował m.in. w redakcjach Kuriera Lwowskiego i Słowa Polskiego, związanego z Narodową Demokracją. W 1894 r. został członkiem Ligi Narodowej. Wspólnie ze Stefanem Żeromskim i Medardem Kozłowskim stworzył Organizację Narodową. W 1920 r. był uczestnikiem akcji plebiscytowej na Warmii i Mazurach. Napisał słowa do Hymnu Młodych, który był oficjalną pieśnią Obozu Wielkiej Polski.

## Działalność akademicka
Od 1909 kierownik katedry komparatystyki literackiej na Uniwersytecie Franciszkańskim we Lwowie, 1921-1922 rektor tej uczelni, która wtedy nosiła nazwę „Uniwersytet Jana Kazimierza”. Potem osiadł w swoim domu na Harendzie.
Protektor Korporacji Akademickiej
Kasprowicz od 1921 r. zostaje Filistrem honoris causa i Protektorem Korporacji Studentów Uniwersytetu Poznańskiego Baltia. Bardzo lubiany przez Korporantów z Baltii, uczestniczył m.in. w Komerszu Baltii w czerwcu 1923 r. wyprawianym z okazji przyjęcia doktoratu h.c. Uniwersytetu Poznańskiego przez męża stanu, dra Romana Dmowskiego, Filistra i Patrona Baltii. Na komerszu pojawiło się wielu Filistrów h.c. Korporacji Akademickiej Baltia: senatorowie Władysław Jabłonowski, Stanisław Kozicki i Zygmunt Wasilewski, który 6 stycznia 1932 r. w artykule pt. O genezie hymnu Baltii w Słowie Pomorskim opisał samo wydarzenie i utwór napisany przez Kasprowicza w dzień po tej uroczystości i dedykowany Korporacji. Właścicielem rękopisu „Od morza jesteśmy, O Baltio!” zostali Baltusi, ale zaginął w latach 30. w Drukarni Św. Wojciecha. Feliks Nowowiejski napisał muzykę do tego utworu, a wersję korporacyjną stworzył młody barwiarz Baltii, Aleksander Gronowicz (zm. w maju 1926 roku).

## Miejsca i symbole pamięci
Organizacje

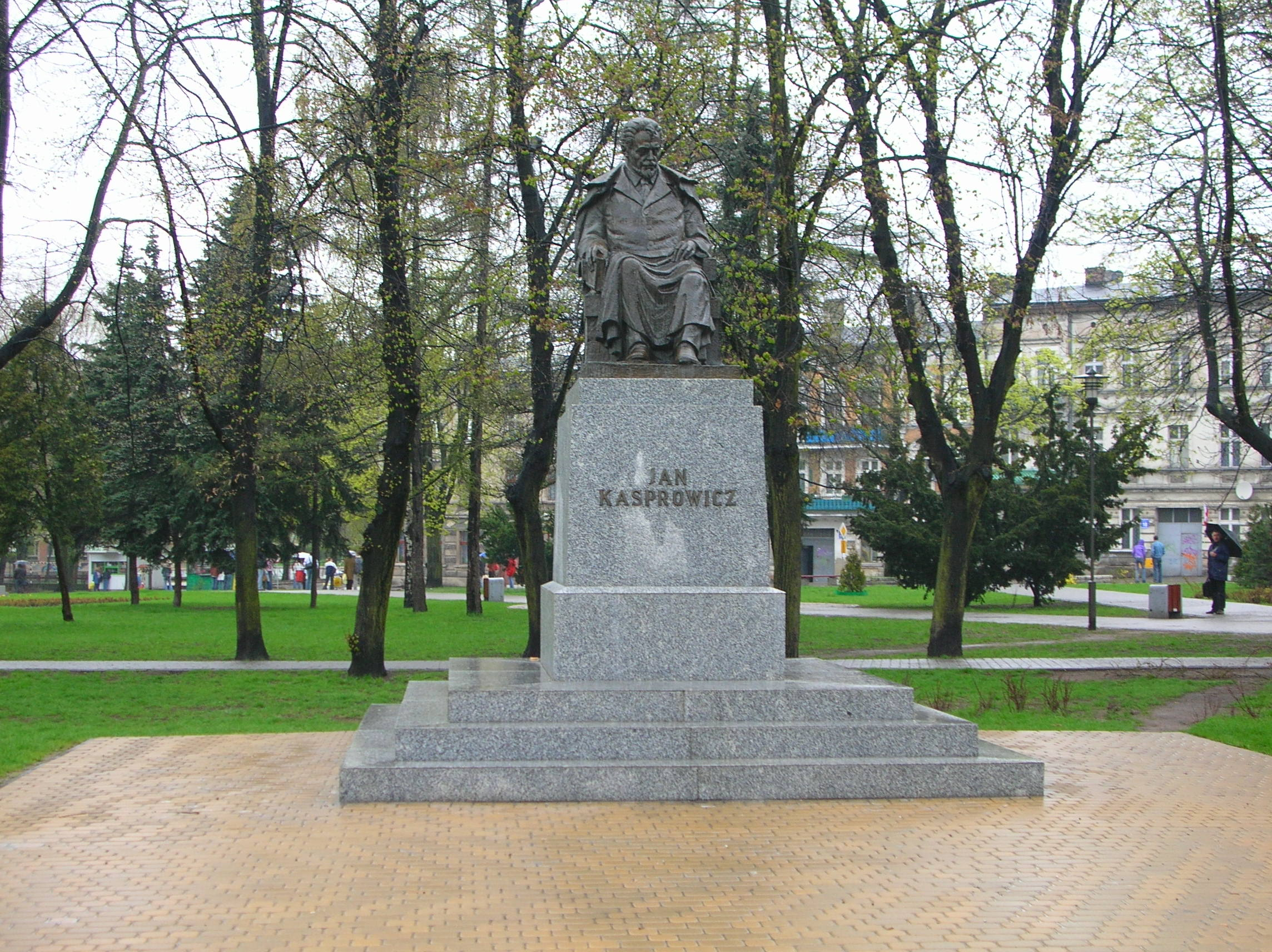
Pomnik Jana Kasprowicza w Inowrocławiu

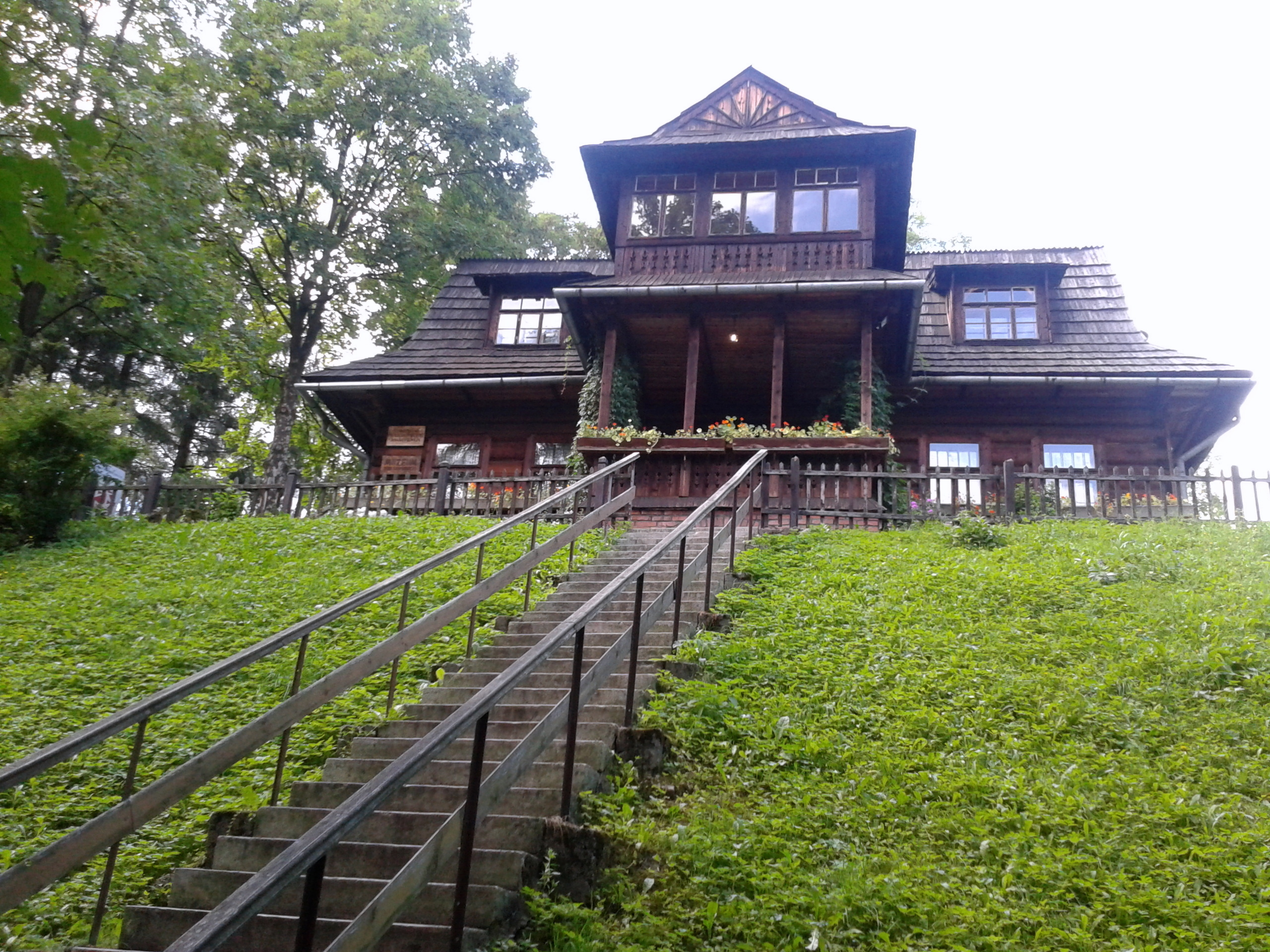
Muzeum Jana Kasprowicza na Harendzie w Zakopanem

- Stowarzyszenie Przyjaciół Twórczości Jana Kasprowicza
- Polska Korporacja Akademicka Baltia

Wybrane miejsca
- Inowrocławianie postawili trzy pomniki Janowi Kasprowiczowi. Pierwszy, zbudowany w 1930 został zniszczony w 1939 roku, replika została ustawiona w 1966 roku na skwerze przy ul. Solankowej. Przed szkołą, do której Kasprowicz uczęszczał, stoi jego pomnik jako gimnazjalisty odsłonięty w 1978 roku.
- Obelisk w Parku Jana Kasprowicza w Poznaniu, na którym umieszczono jego wizerunek, zlokalizowany od strony ul. Kazimierza Jarochowskiego
- Park Jana Kasprowicza w Poznaniu
- Park im. Jana Kasprowicza w Szczecinie
- I Liceum Ogólnokształcące im. Jana Kasprowicza w Inowrocławiu
- Szkoła Podstawowa nr 83 im. Jana Kasprowicza we Wrocławiu
- Zespół Szkół Ponadgimnazjalnych im. Jana Kasprowicza w Nietążkowie
- II Liceum Ogólnokształcące im. Jana Kasprowicza w Kutnie
- I Liceum Ogólnokształcące im. Jana Kasprowicza w Raciborzu
- I Liceum Ogólnokształcące im. Jana Kasprowicza w Świdnicy
- XV Liceum Ogólnokształcące im. Jana Kasprowicza w Łodzi
- Szkoła Podstawowa nr 54 im. Jana Kasprowicza w Poznaniu
- Zespół Szkół w Sztumie
- Biblioteka Miejska im. Jana Kasprowicza w Inowrocławiu
- Zespół koszykarski SKS Kasprowicz Inowrocław
- Publiczne Gimnazjum im. Jana Kasprowicza w Zakrzewie
- Szkoła podstawowa nr 9 im. Jana Kasprowicza w Zakopanem
- Szkoła Podstawowa nr 298 im. Jana Kasprowicza w Warszawie
- Hufiec ZHP Poznań-Wilda im. Jana Kasprowicza

Muzea i mauzoleum
- Muzeum im. Jana Kasprowicza w Inowrocławiu
- Muzeum Jana Kasprowicza na Harendzie i Mauzoleum Jan Kasprowicza i jego żony Marii Kasprowiczowej